# Речки 2
Ре́чки 2 (бел. Рэчкi 2) — деревня Пашковского сельского совета Могилёвского района Могилёвской области.
Рядом с деревней протекает река Лахва, приток Днепра. В 2,5 км восточнее деревни находится платформа Волоки железнодорожной линии Могилёв — Орша. В 5,5 км восточнее деревни проходит автодорога Могилёв — Шклов — Орша Р76. Ближайшие населённые пункты: Речки, Волоки, Грибачи, Цвырково.